# Hochtregist
Hochtregist ist eine Ortschaft in der Weststeiermark sowie eine Katastralgemeinde und Rotte der Stadtgemeinde Bärnbach im Bezirk Voitsberg in Steiermark. Der Ort war von 1850 bis 1952 eine eigenständige Gemeinde. Die Ortschaft hat 1092 Einwohner (Stand 1. Jänner 2024).

## Ortsname und Geographie
Der Name Hochtregist leitet sich vom altslawischen Personennamen *Trěbogostb ab, der im Laufe der Zeit zu einem Berg- und Siedlungsnamen wurde.
Hochtregist liegt im nordöstlichen Teil der Stadtgemeinde Bärnbach an den Hängen des Hochkogels, des Schrapfberges sowie des Berges Hochtregist, östlich der Kainach. Das Gebiet der Katastralgemeinde liegt am nördlichen Rand des Köflach-Voitsberger Beckens, gehört geologisch aber großteils zum westlichen Grazer Bergland. Im Nordwesten und Norden markiert der Ofenbach die Grenze zur Gemeinde Kainach bei Voitsberg mit der Katastralgemeinde Kohlschwarz. Im Nordosten verläuft die Grenze zur Gemeinde Geistthal-Södingberg mit der Katastralgemeinde Eggartsberg, wobei hier teilweise der Terschangraben die Grenze bildet, und dem Grenzverlauf entlang des Mittereggerbaches zur Katastralgemeinde Södingberg. Im Osten befindet sich der etwa 500 Meter lange Grenzverlauf zur Katastralgemeinde Aichegg der Marktgemeinde Stallhofen. Die Stadtgemeinde Voitsberg mit den beiden Katastralgemeinden Lobmingberg und Tregist befindet sich südöstlich und südlich von Hochtregist. Im westlichen Teil von Hochtregist bildet die Kainach fast den gesamten Grenzverlauf zur Katastralgemeinde Bärnbach.
Zum Gebiet von Hochtregist gehören neben der gleichnamigen Rotte auch noch der Stadtteil Oberdorf, die Streusiedlungen Lichtenegg, Schrapfberg, Schrott, Tregisttal und Weingartsberg sowie die Peter Leitner-Siedlung. Die Rotte Afling befindet sich teilweise auf dem Gebiet der Katastralgemeinde. Im Süden von Hochtregist befindet sich der stillgelegte Tagbau Oberdorf.

## Geschichte
Der heutige Ort entstand im Hochmittelalter auf einem vor 1147 urbar gemachten Rodungsgebiet und bestand ursprünglich aus Einzelhöfen mit Einödfluren. Im Jahr 1147 kam die Gegend um das heutige Hochtregist an das Stift Rein und ging im 14. Jahrhundert an die Herrschaft Söding. Die erste urkundliche Erwähnung des Ortes erfolgte 1342 als an dem Tregast. Weitere Erwähnungen erfolgten 1368 als an der Tregost sowie schließlich 1790 als Hoch Tregist.
Die Einwohner des Ortes gehörten bis zur Abschaffung der Grundherrschaften im Jahr 1848 zu verschiedenen Herrschaften, etwa zu Altkainach, dem Amt Wolfshuber der Herrschaft Greißenegg, dem Amt Haller der Herrschaft Kleinkainach, dem Amt Kainach der Herrschaft Lankowitz, dem Amt Tregist der Herrschaft Obervoitsberg, dem Amt Tregist der Herrschaft Piber, dem Amt Söding des Stiftes Rein sowie dem Amt Kainach der Herrschaft Reiteregg. Die Pfarrgült ging nach Köflach und die Karmelitergült nach Voitsberg. Hochtregist gehörte bis 1846 zum Werbbezirk der Herrschaft Piber und kam dann an den Werbbezirk der Herrschaft Lankowitz.
In Folge der Theresianischen Reformen wurde der Ort dem Grazer Kreis unterstellt und nach dem Umbruch 1848 war er bis 1867 dem Amtsbezirk Voitsberg zugeteilt. Mit der Konstituierung der freien Gemeinden im Jahr 1850 entstand aus dem Ort die freie Ortsgemeinde Hochtregist. Einige Grundbesitzer der Gemeinde suchten im Jänner 1922 bei der Bezirkshauptmannschaft Voitsberg vergeblich um die Enthebung des Bürgermeisters Heinrich Graschi an, welcher die Gemeindeumlagen für das Jahr 1922 um 2300 Prozent anhob und Hilfezahlungen an von Unwetter stark geschädigte Bauern verweigerte. Am 21. Juni 1933 bestand eine, Max Brückern, dem Aufseher des Bergwerkes Oberdorf Ortsgruppe, unterstellte Ortsgruppe des steirischen Heimatschutzes, welche an jenem Tag behördlich aufgelöst wurde. Als Folge der Februarkämpfe 1934 wurde der Gemeinderat aufgelöst und Konrad Scherz als Regierungskommissär eingesetzt. Während des Zweiten Weltkrieges, am 26. Juni 1944 wurden über Hochtregist von englischen Fliegern mehrere Behälter mit Waffen und Versorgung abgeworfen. In Folge wurde diese Behälter von der Landwacht, der Sturmabteilung, der Hitlerjugend sowie von einer Einsatzstreife der Gendarmerie sichergestellt. Im November 1944 wurden in der Gemeinde vertriebene Volksdeutsche untergebracht. Am 31. Dezember 1947 wurde im Haus von Hans Payer der Anführer der monarchistischen Partisanen Österreichs, Heinz Fink festgenommen.
Im Juli 1950 wurde der Grundstein für ein neues Gemeindeamt gelegt. Im Jahr 1952 kam es zur Zusammenlegung mit der Gemeinde Bärnbach.

## Wirtschaft und Infrastruktur

### Bodennutzung
Die Katastralgemeinde ist überwiegend forstwirtschaftlich geprägt, im 19. und 20. Jahrhundert hatte aber auch der Bergbau auf Kohle eine große wirtschaftliche Bedeutung. 364 Hektar wurden zum Jahreswechsel 1979/1980 landwirtschaftlich genutzt und 739 Hektar waren forstwirtschaftlich geführte Waldflächen. 1999/2000 wurde auf 351 Hektar Landwirtschaft betrieben und 704 Hektar waren als forstwirtschaftlich genutzte Flächen ausgewiesen. Ende 2018 waren 350 Hektar als landwirtschaftliche Flächen genutzt und Forstwirtschaft wurde auf 694 Hektar betrieben. Die durchschnittliche Bodenklimazahl von Hochtregist beträgt 24,7 (Stand 2010).

### Siedlungsentwicklung
Zum Jahreswechsel 1979/1980 befanden sich in der Katastralgemeinde Hochtregist insgesamt 267 Bauflächen mit 76.347 m² und 491 Gärten auf 1.262.197 m², 1989/1990 gab es 269 Bauflächen. 1999/2000 war die Zahl der Bauflächen auf 938 angewachsen und 2009/2010 bestanden 592 Gebäude auf 1033 Bauflächen.

## Kultur und Sehenswürdigkeiten

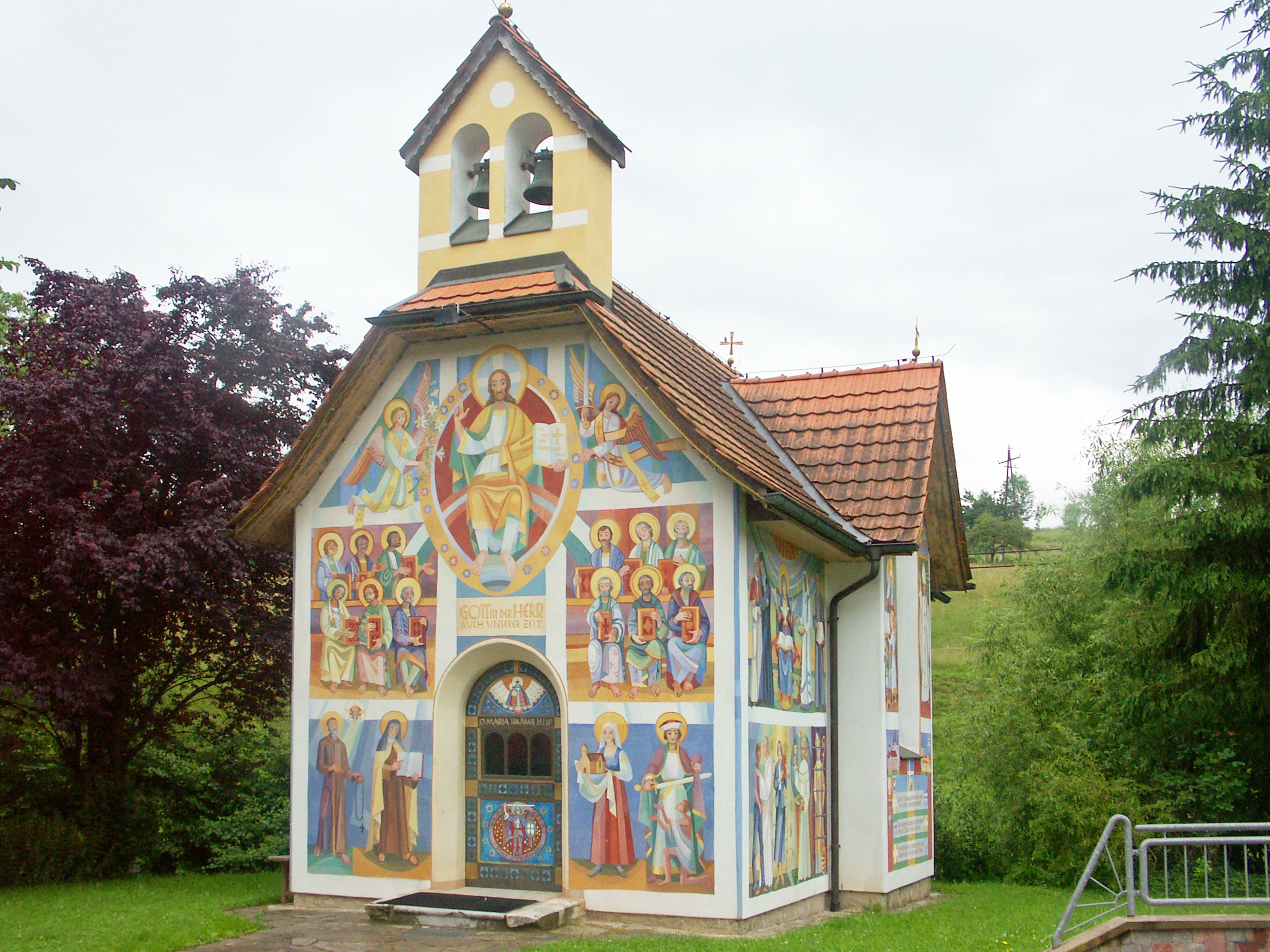
Die Dorfkapelle Tregist

In Hochtregist gibt es insgesamt ein denkmalgeschütztes Bauwerk. Die Dorfkapelle Tregist in Tregisttal, nahe der Gemeindegrenze zu Voitsberg, wurde in den 1980er-Jahren errichtet und zwischen 1986 und 1992 von Franz Weiss künstlerische gestaltet. Die Altsteigerkapelle wurde 1857 von Anton Schirgi, vulgo Altsteiger, errichtet.  An der Hochtregisterstraße befindet sich mit dem Hagenkreuz ein im 19. Jahrhundert errichteter Laubenbildstock. Der Sockel aus Naturstein springt etwas vor und der achteckige Weihwasserkessel wurde aus grauem Sandstein gefertigt. In der, mit zwei im naiven Stil gemalten Engeln geschmückten Nische des Bildstockes befindet sich eine Schutzmantelmadonna sowie eine Figur des Herrgottes. Weiters befinden sich beim Bildstock zwei Bänke sowie Betschemel. Das Jausnerkreuz, ein Tabernakelbildstock, stammt aus dem 17. Jahrhundert und befand sich ursprünglich am ehemaligen Kirchweg nach Voitsberg. Da dieser durch den Tagebau Oberdorf abkam, wurde der Bildstock versetzt und wurde um 1986 von Franz Weiss neu gestaltet. Seine Form weist ihn als wahrscheinliches Pestkreuz aus, das über einen Laternenaufsatz sowie vier flachbogige Nischen verfügt.

## Politik

### Ehemalige Gemeindevorsteher und Bürgermeister
- 1861–1870 Johann Schaffler/Schaffer[2]
- 1870–1875 Josef Hölfond[2]
- 1875 Anton Kirchweger[2]
- 1880–1882 Georg Krug[2]
- 1882–1884 Josef Hölfond[2]
- 1884–1886 Franz Kirchweger[2]
- 1886–1895 Franz Maier[2]
- 1895–1901 Franz Kirchweger[2]
- 1901–1910 Paul Weißenböck[2]
- 1910–1919 Konrad Scherz[2]
- 1919–1924 Heinrich Graschi (SDAPÖ)[2]
- 1924–1928 Konrad Scherz[2]
- 1928–1934 Heinrich Kaiser[2]
- 1934–1935 Konrad Scherz, als Regierungskommissär[2]
- 1935–1938 Anton Schirig[2]
- 1938–1945 Konrad Scherz[2]
- 1945–1952 Franz Müller[2]